# Myrinet
Myrinet (ANSI/VITA 26-1998) — тип высокоскоростной коммуникационной среды, широко применявшийся для построения вычислительных кластеров с конца 1990-х до начала 2010-х. В 2003-2005 годах около 30 % суперкомпьютеров, включенных в рейтинг Top500 (самые производительные компьютеры в мире), были построены с применением Myrinet. Постепенно этот показатель падал, например, снизившись до 2 % в 2009 году, уступив таким сетям как InfiniBand, Gigabit Ethernet и более быстрым.

## Характеристики
- Производитель: компания Myricom.
- Пропускная способность: 250 МБ/сек (2 Гбит/с), 1250 МБ/сек (Myri-10G, 10 Гбит/с).
- Время задержки — около 10 мкс.
- Кабели: оптические, два волокна (одно для отправки, другое для приема)
- Топология: коммутируемая, элементом коммутации является матрица 8х8. Коммутаторы на её основе поддерживают до 128 портов. Для построения больших сетей используются различные варианты топологии Fat Tree, наилучшая производительность достигается с использованием Clos Network (подробнее о построении сетей на основе Myrinet можно прочитать в документе Myrinet Switch Guide).
- Программное обеспечение: низкоуровневый интерфейс программирования GM, MPICH/GM, PVM/GM, стек TCP/IP, а также коммерческие продукты — MPIPro, Scali MPI Connect.

Далее приведены наиболее часто используемые типы коммуникационных сетей для суперкомпьютеров:
- Современные сети: 
  - 10 Gigabit Ethernet (также 40 и 100 Гбит/с)
  - InfiniBand (10, 20, 40 и более Гбит/с в различных версиях).
- Ранее применявшиеся сети: 
  - Gigabit Ethernet
  - Scalable Coherent Interface
  - QsNet.